# Lenore Ulric
Lenore Ulric (nacida Lenore Ulrich; 21 de julio de 1892 – 30 de diciembre de 1970) fue una estrella del teatro de Broadway y de las películas de Hollywood de la época del cine mudo y de principios del cine sonoro.
Descubierta en 1913 por el director teatral David Belasco, que dirigiría su carrera en los escenarios, destacó por representar a mujeres fogosas y de sangre caliente del tipo vampiresa.

## Primeros años, teatro, y películas mudas
Lenore Ulrich nació el 21 de julio de 1892, hija de Franz Xavier Ulrich, camarero de hospital del Ejército de los Estados Unidos, y de Ida Ulrich (de soltera Engenhart). Ambos padres eran germano-estadounidenses de primera generación. Al parecer, Franz llamó a su hija Lenore debido a su afición por el poema de Edgar Allan Poe "The Raven". Más tarde suprimió la "h" de su apellido. Tuvo cuatro hermanas, Isabel, Francis, Alma y Florence, y un hermano, Roy Richard. Abandonó la escuela después de terminar tercero de primaria.
De joven, Lenore consiguió trabajo en una compañía de valores en Milwaukee, Wisconsin. Actuó en compañías de Grand Rapids, Míchigan, y Chicago, Illinois. Trabajó brevemente como actriz de cine para los estudios Essanay y se unió a otra compañía en Schenectady, Nueva York. Trabajó en The First Man (1911), A Polished Burglar (1911), Kilmeny (1915) y The Better Woman (1915).
Se especializó en interpretar a mujeres sensuales y apasionadas.  En 1915 pasó a trabajar para Pallas Pictures, donde protagonizó varias películas mudas, como Frozen Justice y The Intrigue, que se conservan en la Biblioteca del Congreso.

## Broadway

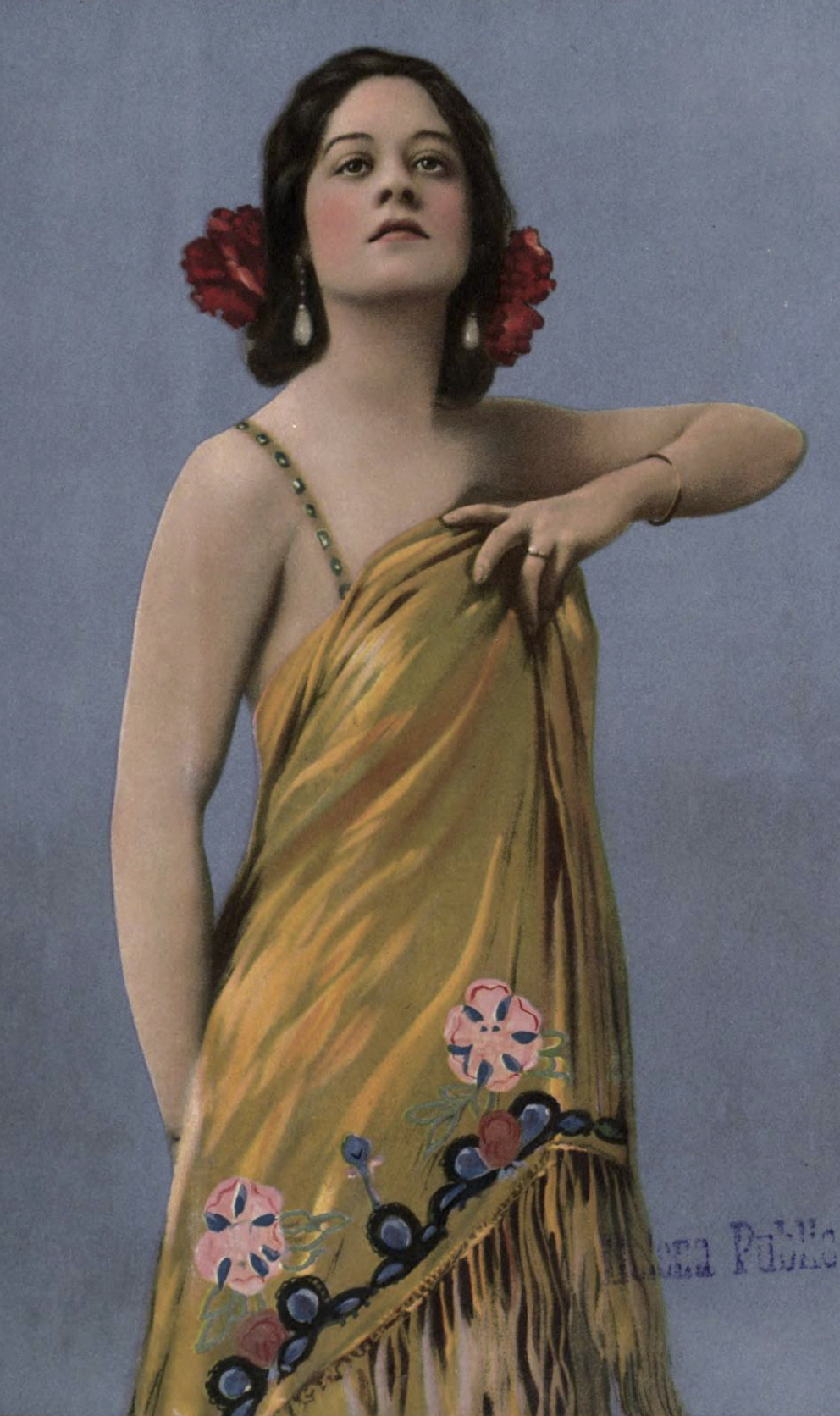
Lenore Ulric en la portada de Theatre Magazine en mayo de 1918.

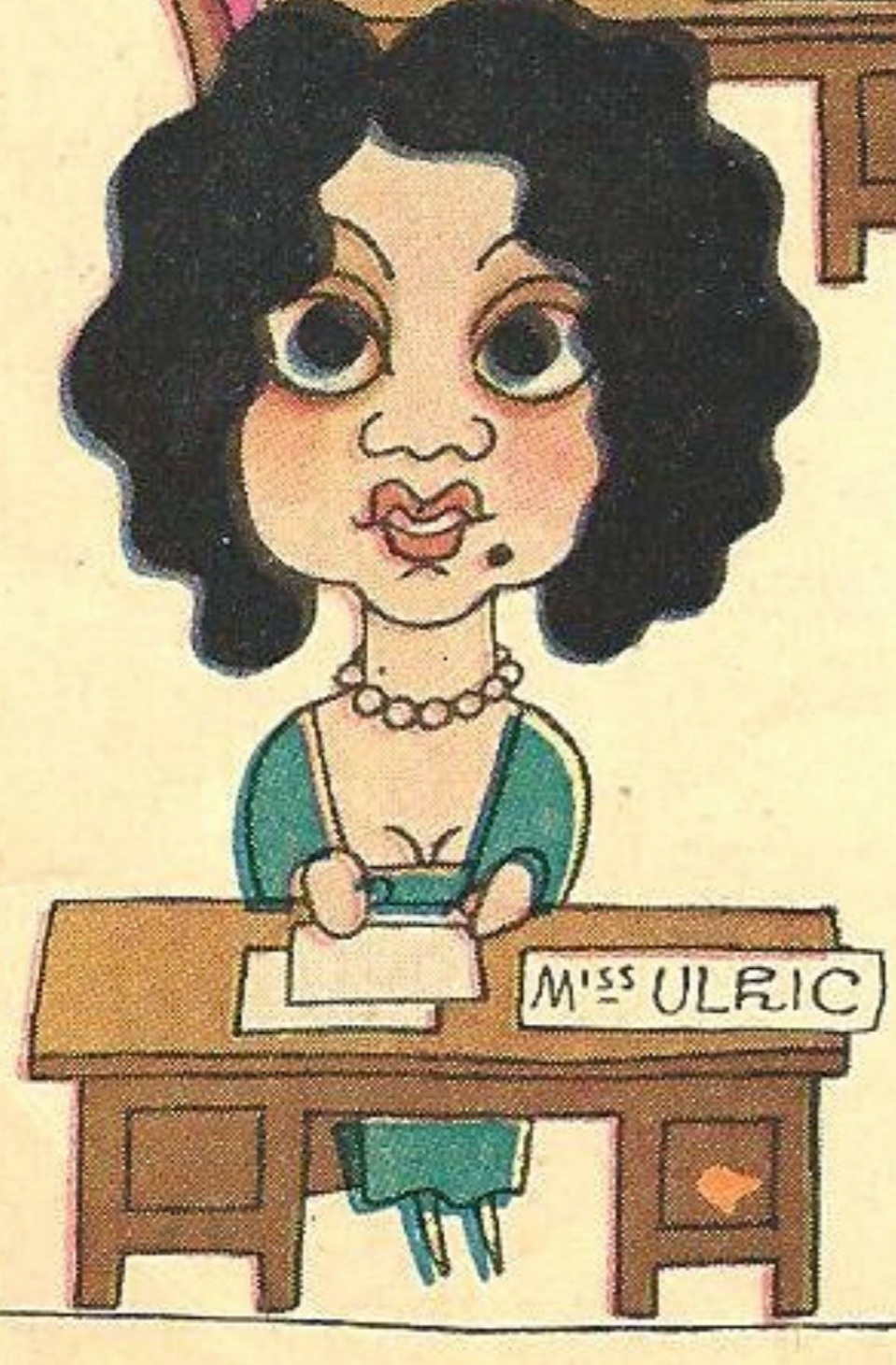
Caricaturizada por Ralph Barton, 1925

Ulric fue descubierta por el productor teatral David Belasco, que la vio por primera vez en El pájaro del paraíso en 1913, después de que Ulric le escribiera pidiéndole que la viera en escena. Belasco, que solía hacer "viajes de pesca" para encontrar nuevos talentos escénicos, recordaba que a menudo pasaba mucho tiempo entre "picada y picada," pero que disfrutaba del deporte, ya que a veces «enganchaba uno grande.": 367 
Después de verla en escena, le pidió que hiciera una prueba en su teatro. La vio actuar mientras él se sentaba de incógnito en una de las butacas del teatro. "Después de veinte minutos," dijo, "supe que estaba viendo a una joven con mucho talento e inusual.": 369  Luego le ofreció el papel principal en The Heart of Wetona.: 369  Recordó: "Entre los más grandes que he conseguido está, creo, la pequeña Miss Ulric: Creo que crecerá más cada temporada que esté ante el público.": 367 
El biógrafo William Winter la definió como una "actriz nata", alguien de quien Belasco esperaba que satisficiera la necesidad de talento del teatro. Winter también señala que nadie en su familia se había dedicado nunca a la interpretación, y añade: "Recurrió a la vocación dramática no por mera vanidad, el impulso de exhibición personal o la esperanza adquisitiva de obtener beneficios, sino porque su vocación natural es la actuación.": 367 

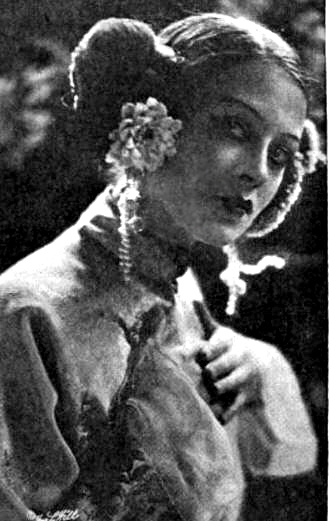
Ulric en The Son-Daughter (1919)

Bajo la dirección de Belasco durante la mayor parte de su carrera teatral, Ulric interpretó diversos papeles femeninos. Entre ellos, su interpretación de Rose, una huérfana francocanadiense, en Tiger Rose (1917). Winter afirma que los rasgos de la personalidad de Ulric le permitieron interpretar el papel de forma realista, tal y como estaba escrito:

Miss Lenore Ulric, que interpreta el papel, posee unas ventajas naturales excepcionales,—un rostro apuesto; abundante cabellera; ojos expresivos, oscuros y hermosos; una figura esbelta y ágil; una voz simpática; una personalidad fuerte y atractiva, y unos modales atrayentes. Su temperamento es intenso, su naturaleza apasionada, su estilo directo y sencillo. Su actuación revela fuerza de carácter, experiencia, observación, pensamiento, sensibilidad, ardor, propósito definido y un dominio inusual de la mecánica del arte... Es una oyente admirable, una excelente oradora... La disposición que muestra en esta actuación parece totalmente infantil y encantadora. Bajo la sagaz dirección de Belasco, debería llegar lejos.: 469 

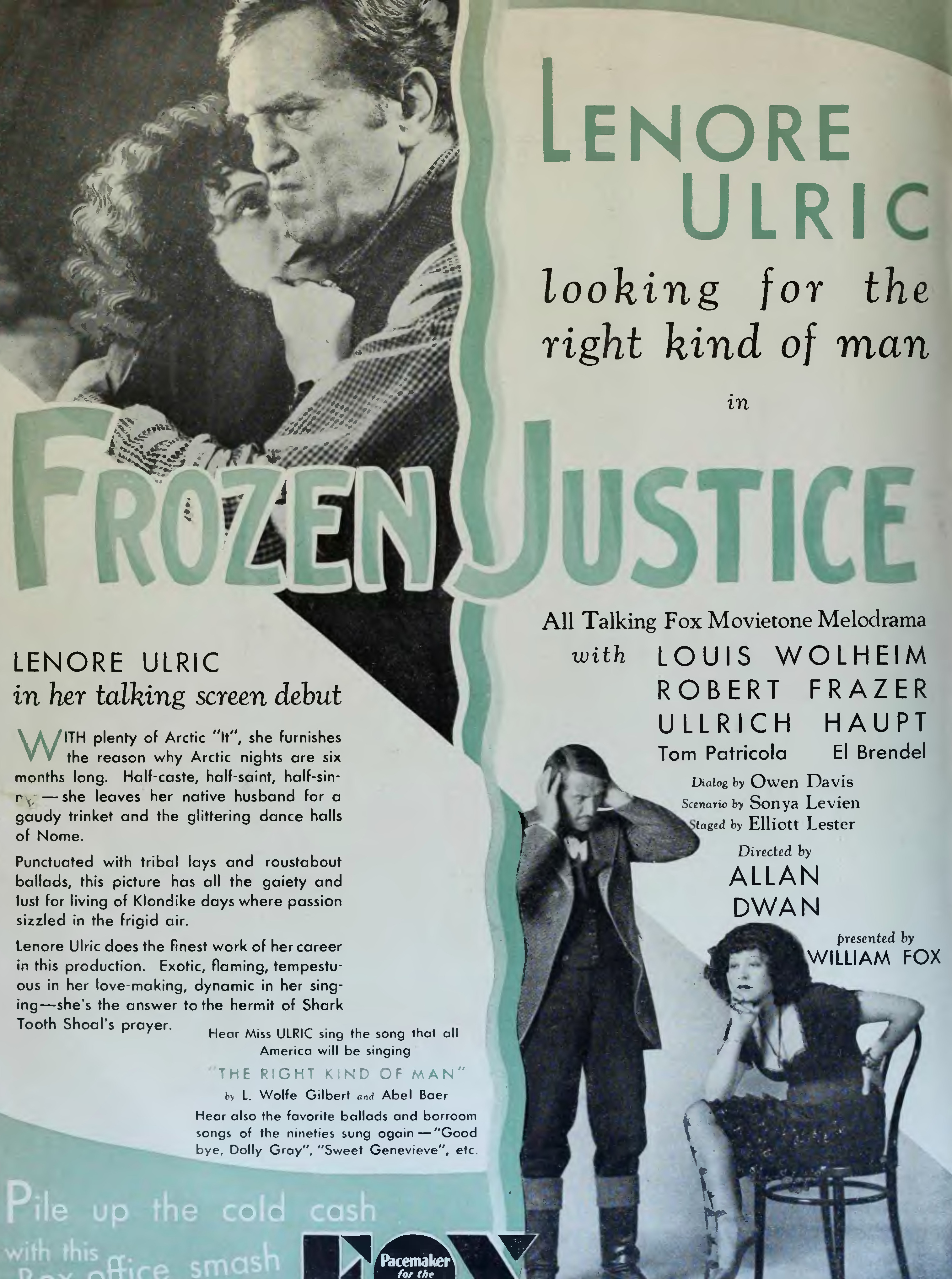
Ullrich Haupt coprotagoniza Frozen Justice, anuncio de The Film Daily. Se trata de una película perdida.

Actuó en numerosas obras del Belasco Theater, todas bajo la dirección de Belasco. Actuó en The Son-Daughter (1919), una obra sobre China de Belasco y George Scarborough, que se representó durante 223 funciones. Interpretó a una callejera parisina en Kiki (1921), a una seductora en The Harem (1924) y en uno de los mayores éxitos de Ulric para Belasco, Lulu Belle (1926), donde interpretaba a una prostituta, género que dio lugar a varios éxitos en Broadway en los años 20. En 1928, protagonizó Mima. Otras estrellas que actuaron en el Belasco durante ese periodo fueron Lionel Barrymore y Katharine Cornell.: 28 
| El éxito va a las mujeres que son interesantes. Nada más importa. Creo que ni siquiera la belleza importa.—Lenore Ulric |

Tras ver a Ulric en algunas de sus obras, el productor británico Charles Cochrane envió un telegrama a David Belasco con una "petición urgente" para que le concediera el privilegio de presentar a Ulric en uno de sus teatros londinenses. Sin embargo, durante ese tiempo, Belasco había estado escribiendo una nueva versión de Camille para que Ulric la protagonizara. Según un crítico, "la juventud de Miss Ulric la hace especialmente apta para el papel, mientras que su indiscutible genio como actriz emocional justifica la predicción de que sería la mejor Camille que jamás se haya visto sobre un escenario."
En 1947, tras rodar siete películas en Hollywood, regresó al Belasco como Charmian en Anthony and Cleopatra, protagonizada por Godfrey Tearle y Katharine Cornell. (Las futuras estrellas Eli Wallach, Maureen Stapleton y Charlton Heston tuvieron pequeños papeles en la producción): 173  Dijo a un crítico: "Desde luego, nunca dejé realmente el teatro."  Belasco había dirigido su carrera teatral hasta poco antes de su muerte. En un homenaje a Belasco, dijo:

Todos los que estábamos con él dependíamos tanto de él que nos dábamos vueltas y decíamos: "Y ahora qué hago?". Era un buen soldado, un gran trabajador y un gran director.

Durante el apogeo de su carrera en los escenarios, Ulric fue considerada una de las "grandes estrellas" del teatro estadounidense. Destacó por representar a mujeres fogosas, de sangre caliente y "femmes fatale". Según New York Times, los espectadores acudían a sus obras sólo para verla a ella, mientras que la obra en la que aparecía era secundaria. El "nombre de Ulric en luces blancas brillando en la marquesina del teatro era siempre más atractivo" que la propia obra.

## Hollywood y regreso al teatro
Lenore llegó a Hollywood en 1929 y apareció en Frozen Justice y South Sea Rose. Firmó con Fox Film Corporation para hacer varias películas con un salario aproximado de $650,000. Frozen Justice fue dirigida por Allan Dwan. Algunas de las escenas se rodaron en Alaska. Tuvo éxito en un papel secundario en Camille, protagonizada por Greta Garbo. Ulric regresó a Broadway en 1940, actuando en The Fifth Column, de Ernest Hemingway, y de nuevo en 1947, en una reposición de Anthony and Cleopatra.

## Vida personal
Ulric sólo estuvo casada una vez, con el actor Sidney Blackmer, de 1929 a 1939. Ella aceptó parte de la culpa de su divorcio:

"No creo que sea cómodo vivir conmigo. Tengo mal genio. Soy difícil. Soy demasiado rápida e impulsiva. Y los hombres tienen derecho a estar cómodos."

Murió de insuficiencia cardiaca en el Rockland State Hospital, Orangeburg, Nueva York, el 30 de diciembre de 1970, a la edad de 78 años.

## Filmografía

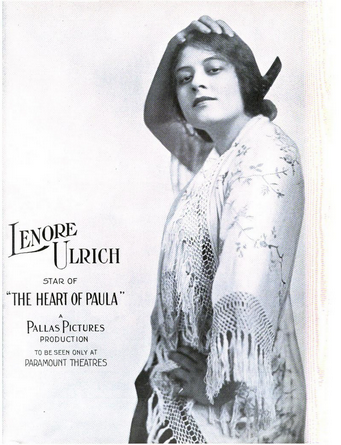
Lenore Ulrich en The Heart of Paula (1916)

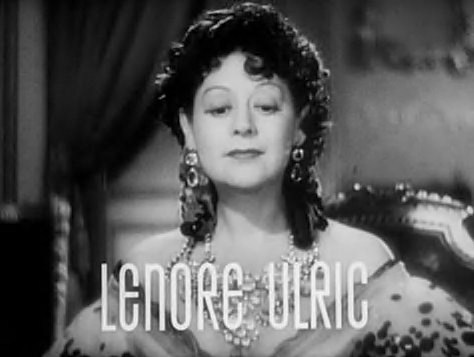
Ulric en Camille (1936)

- The First Man (1911, cortometraje) – Miriam Chetwood
- A Polished Burglar (1911, cortometraje) – Louise
- For Memory's Sake (1911, cortometraje)
- There's Many a Slip (1912, cortometraje) – La joven dama
- Kilmeny (1915, cortometraje, existente, Biblioteca del Congreso) – Doris Calhoun – también conocida como Kilmeny
- Capital Punishment (1915, cortometraje) – Olive Baxley
- The Better Woman (1915) – Kate Tripler
- The Heart of Paula (1916, existente, Biblioteca del Congreso) – Paula Figueroa
- The Intrigue (1916, existente, Biblioteca del Congreso) – condesa Sonia Varnli
- The Road to Love (1916, existente, Biblioteca del Congreso) – Hafsa
- Her Own People (1917) – Alona
- Tiger Rose (1923, existente) – Rose Bocion – Tiger Rose
- Frozen Justice (1929, perdida) – Talu
- South Sea Rose (1929, perdida) – Rosalie Dumay
- Camille (1936) – Olympe
- Two Smart People (1946) – Maria Ynez – Inn of the 4 Winds
- Notorious (1946) – jinete con Sebastian (sin acreditar)
- Temptation (1946) – Marie
- Northwest Outpost (1947) – Baroness Kruposny